# 英雄本色3
《英雄本色3》是一款已推出的遊戲，系列《英雄本色》的續作。遊戲由Rockstar Games發行，並推出Windows、Xbox 360以及PlayStation 3三個版本；開發方面則由Rockstar Games旗下之工作室：Rockstar Vancouver、Rockstar New England、Rockstar North、Rockstar London 和 Rockstar Toronto 負責。此作是系列中第一款非Remedy Entertainment開發，以及非由萨姆·莱克負責編劇的一作；而因協助《俠盜獵車手系列》和《荒野大镖客：救赎》編劇而知名的丹·豪瑟則取代山姆·萊克的工作。

## 遊戲設定
《英雄本色3》是一款第三人稱射擊遊戲，如同系列前作，玩家會在遊戲中控制角色Max Payne。此作的特色是鏡頭置在角色身後並輔準心作瞄準，但這只是作裝飾只用，而無任何特別功用。此作亦重新加入第一作中使用的子彈時間特效，而在子彈時間中更可看到子彈貫穿敵人身體所留下的子彈孔。遊戲同時加入了「Last Man Standing」設定，如果角色身上有至少一罐止痛藥，而角色又被敵人射至瀕死狀態後即會發動機制。如果玩家在時間內射殺對方即可恢復生命並繼續遊戲。
《英雄本色3》保留了前作的「射擊閃避」機制。玩家可以控制Max使他在腑跳後保持在地上，及可360度射擊。Rockstar混合了遊戲中的物理和動畫，在Max作腑跳時，他的動作不會顯得和身處環境不協調。同時Rockstar亦改進了Euphoria引擎的物理機制，使此作在真實性方面比其他Rockstar的遊戲會有更明顯的提升。
在此作中，Rockstar加入了不少的動作電影元素的互動場景。例如：Max會跳出一個工廠的陽台並抓住一個貨櫃勾架，在懸在勾架的同時Max需要對敵人群開槍射殺他們；而如果要和敵人作近身搏擊時，Max可以先肘擊以搶去敵人的武器再殺死他。

### 多人遊戲
《英雄本色3》的線上多人遊戲中的地圖、遊戲模式、獎勵、排名以及戰隊會有動態的改變。

## 遊戲概要

### 設定
根據Rockstar員工Sam Houser，他們打算在此作為主角Max Payne展開一個全新的故事，他表示：「這將會是一位我們從未見過的Max Payne，他變得更老，而且比以前變得更憤世嫉俗。」在前作中，一份新聞稿表示Max離開了紐約市，但在新的落腳地被出賣，而他就此決定要找出真相。而此作的背景則設定在巴西聖保羅，Max在這裡為一個當地的富裕家族Branco家族工作，時間則是前作的八年後。Max決定在地落地以忘記過去的一切。但在一次家族的男主人Rodrigo Branco的妻子被綁架後，Max即被捲入一宗關連著整個聖保羅市陰謀，而他身邊的所有人及所有事物都被捲進當中。

### 劇情
九年後，Max Payne從纽约市警察局退休，整日酗酒和嗑藥。一次在新泽西州霍博肯的酒吧槍擊及後續與黑幫槍戰事件迫使他離開紐約，Max接受了在事件中認識的Raul Passos的邀請，成為南美洲的私人保全。Max發現自己為富有的房地產大亨Rodrigo Branco一家工作。幾個月後在聖保羅，Max在一場私人派對上阻止了當地幫派Comando Sombra綁架Branco一家的企圖。一週後，幫派趁Max在夜店保護Fabiana時成功綁架了她。
為了贖回Fabiana，Rodrigo允許Max和Passos在當地足球場處理交易。但他們與Comando Sombra的會面被非法民兵組織Crachá Preto伏擊，贖金被搶走。儘管兩人得知Comando Sombra將Fabiana帶到何處，但營救行動被幫派頭目Serrano阻撓。在Rodrigo的辦公室與Branco兄弟會面時，Victor建議讓警方負責尋回Fabiana。Victor、Marcelo和Passos離開後不久，Crachá Preto襲擊了辦公室意圖殺死Max。雖然Max倖存，但Rodrigo在混亂中遇刺身亡。Max自責，發誓戒酒，剃光頭，根據一名垂死的Crachá Preto成員的情報，前往Nova Esperança貧民窟尋找Serrano和Fabiana。
在搜索過程中，Max遇到警探Wilson Da Silva，Da Silva懷疑Crachá Preto與Victor和聖保羅警察戰術部隊UFE有聯繫，願意提供幫助以換取調查Crachá Preto的協助。Max最終抵達Serrano的藏身處，卻目睹Comando Sombra殺害Fabiana。當UFE突襲貧民窟時，Max被迫去營救試圖救Fabiana時被Comando Sombra抓獲的Marcelo和Giovanna。搜尋過程中，他發現UFE將囚犯賣給Crachá Preto，證實警隊腐敗。Max最終找到並救出了Giovanna，但Marcelo被Crachá Preto處決。在巴士站試圖躲避Crachá Preto時與他們發生槍戰，Passos趕來幫忙，但隨後帶著懷了他孩子的Giovanna逃走。憤怒的Max被Da Silva接走，得知Passos是Victor的心腹。
當被問及幾週前在巴拿馬運河Marcelo的遊艇受到襲擊的事件時，Max回憶起Marcelo和Passos試圖帶著攻擊者企圖竊取的貨物逃跑。Da Silva透露那批貨物是Victor需要在巴拿馬洗的錢，Max被招募來當他非法活動的替罪羊。應Da Silva的要求，Max調查了Crachá Preto使用的一個破舊旅館，發現該建築是器官偷竊黑市的基地，UFE提供囚犯作為器官來源。釋放了一些被拘留者，包括Serrano後，Max在旅館周圍安放了炸藥準備炸毀它。Crachá Preto的頭目Álvaro Neves試圖阻止他，但被Passos射殺，Max在旅館被炸毀前一刻與Passos一同逃離。雖然對Passos捲入Victor的事感到憤怒，但Max原諒了回來救他的Passos，允許他與Giovanna一起離開這座城市。
為揭露Victor和UFE與器官偷竊的關聯，Da Silva說服Max在UFE總部故意被捕，以便搜索不利證據。他發現Victor安排謀殺Rodrigo以奪取他的財富，而販售被偷器官所得是為了資助他競選市長。在與Victor和UFE頭目Armando Becker對峙後，兩人逃脫，Max追趕他們至機場，與UFE發生激烈槍戰。Max最終趕上兩人，在槍戰中重創Becker，在Da Silva的幫助下摧毀了Victor的私人飛機。雖然Max選擇饒Victor一命，讓Da Silva逮捕他，但他折斷了Victor的腿讓他受罪。一週後在巴伊亞，Max在酒吧裡聽到新聞報導，UFE已被無限期解散，而Victor被發現在拘留室中上吊身亡。他的死亡引發外界揣測他可能是被仇家所殺。Max選擇繼續自己的人生，在夕陽下沿著海灘漫步。

### 角色
Rockstar在初時表示，James McCaffrey將不會再延續為Max Payne配音的工作，並會由另一位較年老的配音員代替。但是，EDGE雜誌則說他除了繼續配音工作之餘，亦會充當遊戲的動作捕捉中Max Payne的部份。

## 遊戲開發
《英雄本色3》原來計劃於2009年的下半年推出。但之後本作的推出日期被推遲到2010年連同Rockstar的母公司Take-Two Interactive其他數款遊戲同時握出，而他們表示原因是「從更多的開發時間中獲得更大的利益」。2010年6月，遊戲再次被推遲至2011年。同年的12月21日，遊戲並沒有在Take-Two Interactive 2011年的推出日程中出現，顯示此作第四度被延期推出。後來IGN的一篇報導稱《英雄本色3》仍然在開發，而非被取消或暫停，同時Rockstar釋出了兩張新的遊戲截圖。
2011年9月8日，Rockstar公佈《英雄本色3》將會在2012年3月正式推出；而數天後Rockstar公開了遊戲作品的第一段預告片。預告片在9月14日公開。針對於有評論批評遊戲放棄了前作的黑色電影風格，遊戲系列前作的編劇山姆·萊克表示，《英雄本色3》將保持一貫的黑暗和堅韌不拔的風格，而且玩家在此作更會發現驚喜。Remedy Entertainment的CEO Oskari Hakkinen則說遊戲看起來「棒極了」。次年1月，Take-Two再度將遊戲推出日期延後兩個月至2012年5月，表示是為了「確保《英雄本色3》會有最高的品質」。
Rockstar在遊戲開發期間對於聖保羅市的文化、警察、武器等等進行了資料搜集，確保遊戲的真實性。資料搜集小組數次到達當地進行實地搜查，包括當地的黑勢力、警察以及特種部隊的裝備及武器選擇。
在2011年11月Gamasutra的一次訪問中，Rockstar的Dam Houser表示，其實公司開發《英雄本色3》的想法已有一段時間，只是因為公司的資源不夠和開發小組不足而使他們相隔八年才推出續作。而且開發小組亦打算在推出《江湖本色2》後用一段時間來冷靜下來，並且認真考慮他們的下一個計劃。

## 市場情況
| 汇总媒体   | 得分                                |
| ---------- | ----------------------------------- |
| Metacritic | X360: 86/100 PS3: 87/100 PC: 87/100 |

| 媒体          | 得分    |
| ------------- | ------- |
| Edge          | 7/10    |
| Eurogamer     | 7/10    |
| Game Informer | 9.25/10 |
| GamesRadar+   | [ 34 ]  |
| GameSpot      | 9/10    |
| GameSpy       | [ 36 ]  |
| IGN           | 9/10    |
| Polygon       | 9/10    |
| 衛報          | [ 39 ]  |

就市場推廣上來說，《江湖本色3》是Rockstar Games在當時花費最多的一款遊戲，遊戲除了電視廣告及戶外廣告外，亦會在歐洲聯賽冠軍盃上播出廣告片段。
Rockstar Games在Twitter上舉行了一場比賽，用家於2012年1月13日在他們的tweet中加入「#MaxPayne3」的hashtag就有機會被抽中在多人遊戲中加入他們的肖像。Rockstar同時和多個零售商合作，預訂了遊戲的玩家將可優先獲得「Cemetery Multiplayer Map」地圖包、「The Silent Killer Multiplayer Loadout Pack」多人遊戲擴充包（包括輕型反坦克武器、可快速逃離戰火的「Slippery Character Burst」和放大敵人聲音的「Listening Device Item」）以及可以免費得到會在未來推出的付費多人遊戲DLC擴充包。Rockstar同時推出了《江湖本色3》的特別版（Special Edition），玩家可在2012年4月2日前預訂特別版。而在特別版中包括了一個10吋高的Max Payne收藏像、「Original Still Life」遊戲系列版畫藝術本、一個子彈形的鑰匙扣、《英雄本色3》官方原聲碟和額外的多人遊戲擴充內容（包含系列前作的角色和武器）。
Xbox 360和PlayStation 3版本分別會送出Xbox Live Avatar或PlayStation Home的獎勵。而Rockstar Games亦開設了「Rockstar Games Social Club」以讓玩家查看已登記玩家的遊戲統計數據及一系列的比賽和獎勵。

## 外部連結
- （英文）官方网站
- （英文）互联网电影数据库（IMDb）上《英雄本色3》的资料（英文）